# 毛細管
毛細管（もうさいかん、capillary、毛管、キャピラリー）とは、物理学や化学などの実験に用いられる「髪の毛のように細い」管のこと。毛管（もうかん）あるいはキャピラリーとも呼ばれる。
実験では、内径が1mmに満たないガラス製のものがよく用いられる。これはガラス管をバーナーなどの炎で熱して柔らかくした後で一気に引き延ばすと、容易に作製することができる。
毛細管の一端を液体に浸すと、重力に逆らって液体が毛細管の内部に浸透していく現象（毛細管現象）が見られる。この現象を利用して微量の液体を採取したり、また採取した後の液体をろ紙などにスポットする（点状にしみ込ませる）ことが可能である。小型の実験動物から採血したり、薄層クロマトグラフィーで測定試料をスポットするときに応用されている。